# Sant Esteve de Bixessarri
Sant Esteve de Bixessarri és l'església del poble de Bixessarri, parroquia de Sant Julià de Lòria, Principat d'Andorra, declarada Bé d'interès cultural.

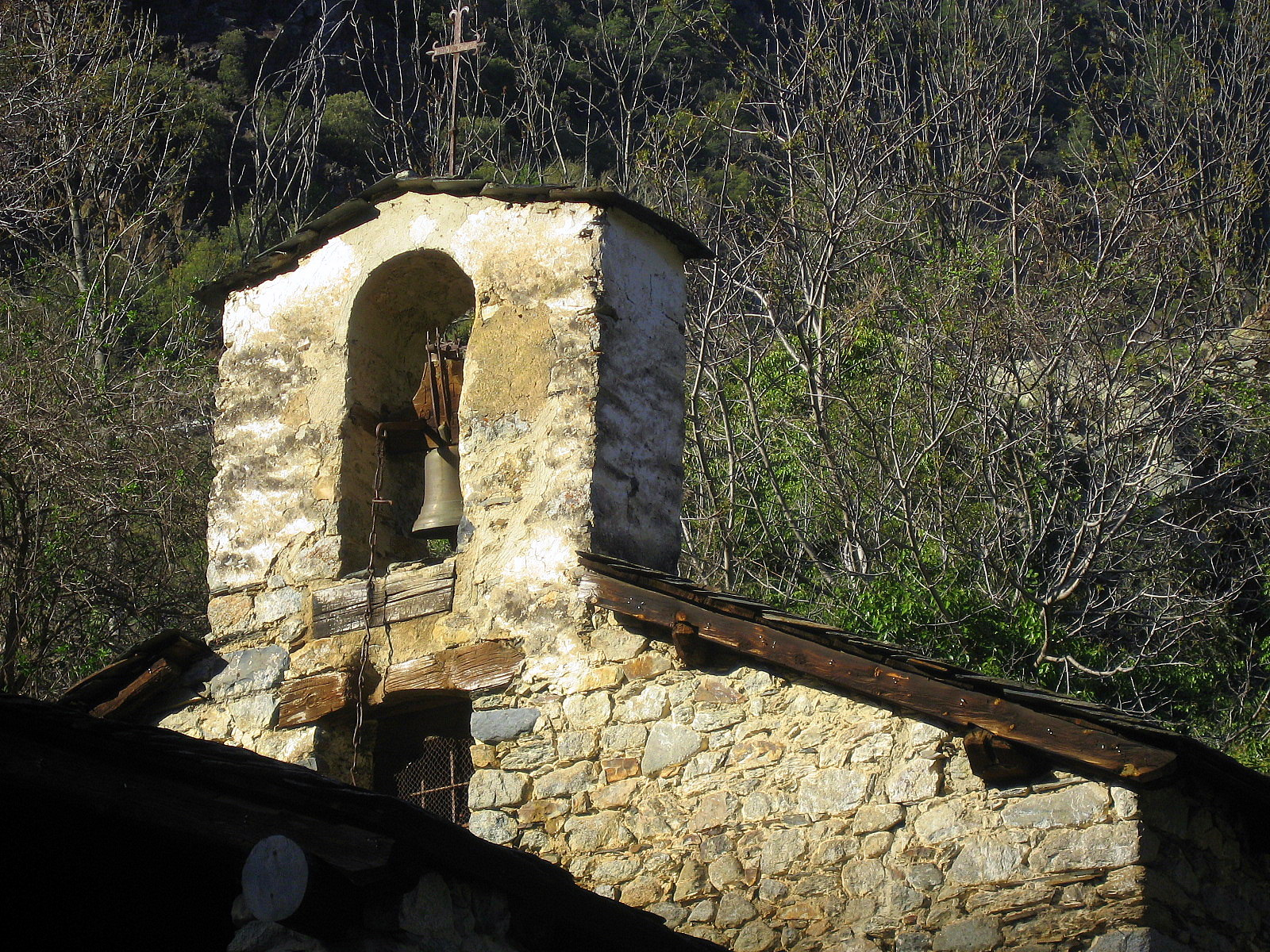
Detall de l'espadanya

## Descripció
La planta és rectangular, sense absis, i amb coberta a dues aigües. Té campanar de paret i porxo. La nau té una porta oberta a l‘oest i quatre finestres, possiblement de dues èpoques diferents, que il·luminen els punts clau de la litúrgia (l'altar, la nau i el cor). Està construïda amb pedres de mida mitjana i petita, disposades més o menys en filades. La coberta de la nau és de bigues de fusta vista. La porta, emmarcada entre dues finestres, presenta la llinda, els muntants, la faixa i les testeres decorades amb sanefes. A la llinda figura la data de 1701 El campanar de paret, d'un sol ull, s'aixeca al capdamunt de la façana oest. En aquesta mateixa façana s'adossa un porxo amb una coberta a dues aigües.
A l'interior la totalitat de la nau està emblanquinada. L'espai de l'absis, a un nivell superior respecte el terra de la nau, està presidit per un retaule barroc del segle xviii dedicat a Sant Esteve. La nau, amb un soler de pedres, conserva una part del mobiliari i el cor de fusta d'època barroca (segles xviii i xix).